# ملكة جمال الولايات المتحدة الأمريكية 1980
ملكة جمال الولايات المتحدة الأمريكية 1980 (بالإنجليزية: Miss USA 1980)‏ هي النسخة التاسعة والعشرين من مسابقة ملكة جمال الولايات المتحدة الأمريكية منذ انطلاقتها عام 1952، تم بث المسابقة عاى الهواء مباشرة في 15 مايو 1980 من مركز مؤتمرات ساحل الخليج في بيلوكسي ، ميسيسيبي على شبكة سي بي إس، في نهاية الحدث فازت بالمسابقة شون ويذرلي من كارولاينا الجنوبية وتوجت من قبل ملكة جمال الولايات المتحدة الأمريكية المنتهية ولايتها ماري تيريز فريل من نيويورك، ما جعلها مندوبة الولايات المتحدة الأمريكية في مسابقة ملكة جمال الكون تقدمت في المسابقة وفازت شون ويذرلي لاحقًا بلقب ملكة جمال الكون 1980 ، ورثت الوصيفة الأولى جينيان فورد من أريزونا لقب ملكة جمال الولايات المتحدة الأمريكية للفترة المتبقية من العام. أصبحت شون ويذرلي لاحقًا ممثلة ، ظهرت في المسلسل التلفزيوني بيواتش.

## النتائج

### المراكز النهائية
| النتائج النهائية                          | المتنافسة |
| ----------------------------------------- | --- |
| ملكة جمال الولايات المتحدة الأمريكية 1980 | - كارولاينا الجنوبية - شون ويذرلي ∞ |
| الوصيفة الأولى                            | - أريزونا - جينين فورد ∞ |
| الوصيفة الثانية                           | - فلوريدا - باربرا بوزر |
| الوصيفة الثالثة                           | - ألاباما - باميلا ريجاس |
| الوصيفة الرابعة                           | - كنتاكي - ليزا ديفيليز |
| أفضل 12                                   | - مينيسوتا - كارلا ريد بيترسون - ماريلاند - تونجا ووكر - نبراسكا - ريبيكا ستاب - نيو هامبشاير - إيفا داير - نيويورك - ديبرا سو موريس - نيو مكسيكو - كاثي دون باتريك - تكساس - باربرا باكلي |

## المتسابقات
قائمة الولايات والمندوبات المشاركات في مسابقة ملكة جمال الولايات المتحدة الأمريكية :
| - ألاباما - باميلا ريجاس - ألاسكا - ديبي فيكس - أريزونا - جينين فورد - أركنساس - سوزي أوينز - كاليفورنيا - كاري لويد - كولورادو - شيلي ماركس - كونيتيكت - كريستين ويلسون - ديلاوير - كارين جيوب - مقاطعة كولومبيا - ماريان ريتر - فلوريدا - باربرا باوزر - جورجيا - ليزا كوندري - هاواي - تيري آن لين - أيداهو - لوري ديتش - إلينوي - ليزلي رينفرو - إنديانا - سوزان أوسبي - آيوا - لوري كرومينغا - كانساس - ليزا بويد - كنتاكي - ليزا ديفيليز - لويزيانا - كيلي بونين - مين - فيكتوريا الياس - ماريلند - تونجا ووكر - ماساتشوستس - ديان كامبل - ميشيغان - تينا هاموندز - مينيسوتا - كارلا ريد بيترسون - مسيسيبي - شيري براون - ميزوري - كيلي لاكسون | - مونتانا - روبن إنجليش - نبراسكا - ريبيكا ستاب - نيفادا - كيمبرلي جايدر - نيوهامبشير - إيفا داير - نيوجيرسي - جوني بيفر - نيومكسيكو - كاثي دون باتريك - نيويورك - ديبرا سو موريس - كارولاينا الشمالية - لوري بوغز - داكوتا الشمالية - كيم طومسون - أوهايو - إليزابيث كيم توماس - أوكلاهوما - مارثا سترايتوف - أوريغون - مارثا فيدوتشيتش - بنسيلفانيا - أندريا باتريك - رود آيلاند - روبين هول - كارولاينا الجنوبية - شون ويثرلي - داكوتا الجنوبية - جين شميت - تينيسي - ديان هانت - تكساس - باربرا باكلي - يوتا - تمارا بارسونز - فيرمونت - جودي ماسون - فيرجينيا - كيلي همفري - واشنطن - جانيت براون - فيرجينيا الغربية - ليندا هندريك - ويسكونسن - سوزان ماكغافيغان - وايومنغ - سوزي هاريس |

## روابط خارجية
- موقع ملكة جمال الولايات المتحدة الأمريكية الرسمي